# AS Lössi
La Association Sportive Lössi es un equipo de fútbol de Nueva Caledonia que juega en la Superliga. Su sede está en Nouméa. Su estadio es el Numa-Daly Magenta.

## Palmarés
- Copa de Nueva Caledonia (3): 2007, 2012 y 2017.